# Montalatte

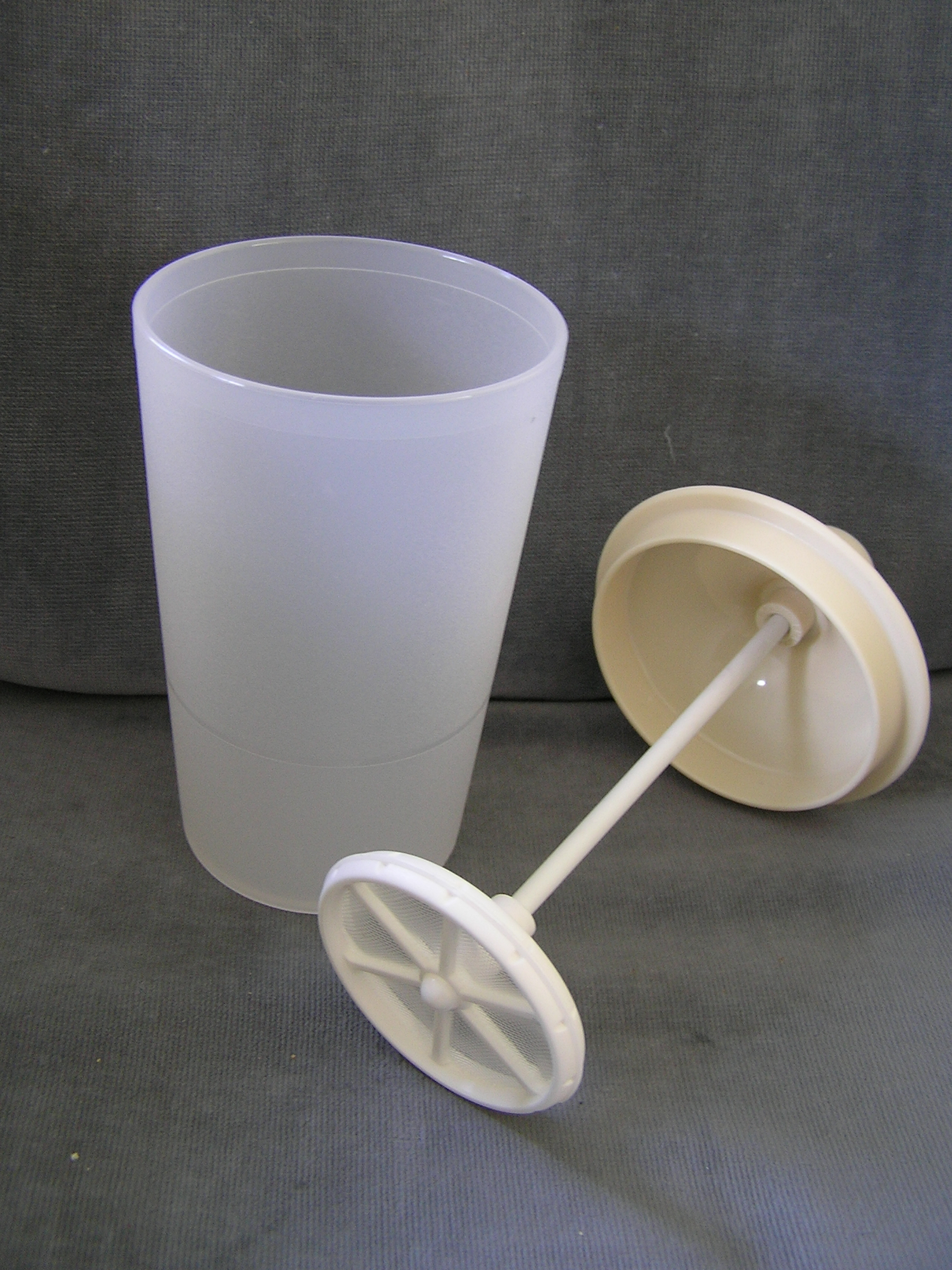
Montalatte manuale

Il montalatte o cappuccinatore è un utensile che serve ad aerare il latte rendendolo così più voluminoso e schiumoso. Il montalatte viene utilizzato per preparare il cappuccino. Esistono tre tipi principali di montalatte: manuale, elettrico portatile e automatico.

## Tipologie

### Manuale
Un montalatte manuale è costituito da uno stantuffo alla cui estremità è presente un cilindro reticolato. Durante il processo di montatura, tale strumento viene sollevato e abbassato a mano lungo un apposito bicchiere riempito di latte. Il latte impiega circa 10/20 secondi per riempirsi di bolle d'aria. Questo strumento può anche essere usato alla stregua di una caffettiera a stantuffo.

### Elettrico portatile

Montalatte elettrico in funzione

Esistono dei montalatte elettrici alimentati a batteria di forma allungata che fanno ruotare una piccola rotella quando vengono messi in funzione. Il dispositivo acceso crea un vortice che genera delle bolle all'interno del latte.

### Automatico
I montalatte automatici sono composti da una caraffa, una base elettrica e un disco per schiumare il liquido. La maggior parte dei modelli è dotata di riscaldamento a induzione per riscaldare il liquido. Funzionano con la semplice pressione di un pulsante e si spengono automaticamente. I cappuccinatori elettrici sono veloci e forniscono schiuma di alta qualità. I montalatte di questo tipo possono preparare più bevande contemporaneamente.